# رایچینوویچه
رایچینوویچه (به صربی: Rajčinoviće) یک منطقهٔ مسکونی در صربستان است.